# The Sutherland Bros' Band
The Sutherland Bros’ Band is het eerste studioalbum van Sutherland Brothers, die toen nog de naam voerden van de elpee. Het muziekalbum verscheen in eerste instantie via Island Records, maar werd later uitgegeven door CBS, de compact disc verscheen onder de vlag Sony Rewind. Het album is opgenomen in de Island Studio in Londen onder leiding van producer Muff Winwood, eerder bekend van The Spencer Davis Group. Neil Hopwood was afkomstig uit de Ierse folkband Dr. Strangely Strange.

## Musici
- Gavin Sutherland – zang, gitaar, percussie
- Iain Sutherland – zang, gitaar, piano, harmonica
- Kim Ludman – basgitaar
- Neil Hopwood – slagwerk

## Composities
| Nr. | Titel                   | Duur |
| --- | ----------------------- | ---- |
| 1.  | The pie (Iain)          | 4:15 |
| 2.  | Sleeping dog (Gavin)    | 2:45 |
| 3.  | Hallelujah (Gavin)      | 3:35 |
| 4.  | I was in chains (Gavin) | 2:35 |
| 5.  | Medium wave (Gavin)     | 3:00 |
| 6.  | Big brother (Gavin)     | 3:20 |

| Nr. | Titel                      | Duur |
| --- | -------------------------- | ---- |
| 1.  | Wars of the roses (Gavin)  | 5:05 |
| 2.  | Midnight Avenue (Gavin)    | 3:15 |
| 3.  | Sunny Street, W14 (Gavin)  | 2:45 |
| 4.  | Where is the world (Gavin) | 4:30 |
| 5.  | Long long day (Gavin)      | 3:28 |

The pie verscheen als single, maar kwam niet in de Nederlandse Top40.